# Greensboro Generals (EHL)
Greensboro Generals byl profesionální americký klub ledního hokeje, který sídlil v Greensboro ve státě Severní Karolína. V letech 1973–1977 působil v profesionální soutěži Southern Hockey League. Před vstupem do SHL působil v Eastern Hockey League. Generals ve své poslední sezóně v SHL skončily v základní části. Klub byl během své existence farmami celků NHL a WHA. Jmenovitě se jedná o Colorado Rockies, Cleveland Barons, Atlanta Flames, Washington Capitals, Detroit Red Wings, New York Islanders, Michigan Stags a Los Angeles Sharks. Své domácí zápasy odehrával v hale Greensboro Coliseum Complex s kapacitou 23 500 diváků. Klubové barvy byly zelená, zlatá, bílá a oranžová.

## Úspěchy
- Vítěz EHL ( 1× )
  - 1962/63

## Přehled ligové účasti
Zdroj: 
- 1959–1973: Eastern Hockey League (Jižní divize)
- 1973–1977: Southern Hockey League